# Joseph de Pesquidoux
Pierre Édouard Marie Joseph Dubosc, Comte de Pesquidoux (* 13. Dezember 1869 in Savigny-lès-Beaune; † 17. März 1946 in Le Houga) war ein französischer Schriftsteller und Mitglied der Académie française.

## Leben
Joseph de Pesquidoux wurde 1869 als Sohn des Schriftstellers Léonce Dubosc de Pesquidoux (1829–1900) und Olga de Beuverand de La Loyère geboren. Nach dem Schulbesuch leistete Pesquidoux seinen Militärdienst beim 9. Kavallerieregiment in Auch. Nachdem er bis zum Maréchal-des-logis befördert worden war, bat ihn sein Vater zur Rückkehr, um das Familienanwesen Château de Pesquidoux zu übernehmen. Dies beeinflusste auch sein literarisches Werk: Pesquidoux beschäftigte sich vor allem mit dem ländlichen Leben.
Er heiratete 1896 Thérèse d'Acher de Montgascon (1875–1961), eine Diplomatentochter, mit der er mehrere Kinder bekam. Während der deutschen Besatzungszeit Frankreichs war Pesquidoux Mitglied des Nationalrats des Vichy-Regimes.

## Ehrungen und Auszeichnungen
Pesquidoux war Offizier der Ehrenlegion und erhielt das Croix de guerre 1914–1918. 1927 erhielt er den „Grand prix de littérature“ der Académie française, deren Mitglied er 1936 wurde. 1938 wurde er außerdem Mitglied der Académie des Jeux floraux. Von 1937 bis 1945 war er Präsident der archäologischen Gesellschaft des Département Gers.

## Werk
- Premiers vers. Alphonse Lemerre, Paris, 1896
- Salomé. Impr. de Merckel, Paris, 1898
- Ramsès. 1900
- Le Sang fatal. Impr. Merckel, Paris, 1910
- Chez nous - Travaux et jeux rustiques. 2 Bände, Plon, Paris, 1921 und 1923
- Sur la glèbe. Plon, Paris, 1922
- Le Livre de raison. 3 Bände, Plon-Nourrit et Cie, Paris, 1925–1932
- Caumont, duc de La Force. F. Alcan, Paris, 1931
- L’Église et la Terre. Flammarion, Paris, 1935
- La Harde. Plon, Paris, 1936
- L'Armagnac. A. Bousquet, Condom, 1937
- Gascogne. Liège, Paris, 1939
- Un Petit Univers. Plon, Paris, 1940
- Sol de France. Plon, Paris, 1942
- Pour La terre. Éditions du Clocher, Toulouse, 1942